# Lycodryas citrinus
Lycodryas citrinus är en ormart som beskrevs av Domergue 1995. Lycodryas citrinus ingår i släktet Lycodryas och familjen snokar.
Inga underarter finns listade i Catalogue of Life.
Arten förekommer på västra Madagaskar i ett cirka 7000 km² stort område. Denna orm föredrar fuktiga buskskogar men den lever även i ganska torra skogar i karstlandskap. Individerna klättrar i buskar och träd, ofta 0,5 till 2 meter ovanför markytan. Lycodryas citrinus är nattaktiv. Honor lägger inga ägg utan föder levande ungar.
Lycodryas citrinus lever i två naturskyddsområden. Tidigare levde den även i andra regioner men skogarna där försvann på grund av etablering av jordbruksmark och svedjebruk. Några exemplar fångas och säljs som sällskapsdjur. IUCN listar arten som sårbar (VU).